# Куттінірпаак
Національний парк Куттінірпаак (англ. Quttinirpaaq National Park, фр. Parc national Quttinirpaaq) — національний парк, розташований на півночі канадської території Нунавут. Куттінірпаак є другим за розмірами та найпівнічнішим парком Канади, основна його частина розташована на острові Елсмір в складі островів Королеви Єлизавети Канадського Арктичного архіпелага за 750 км від Північного полюса та за 25 км від Гренландії.
Паркова резервація Елсмір-Айленд на місці сучасного парку була заснована в 1988 році. Утворення території Нунавут в 1999 році супроводжувалося угодою про створення національного парку. Робота підготовчої комісії була завершена в 2001 році, тоді парк отримав свою сучасну назву, яка мовою інуїтів означає «Вершина світу». З 2004 року парк є номінантом на включення до список об'єктів Світової спадщини ЮНЕСКО.

## Фізико-географічна характеристика

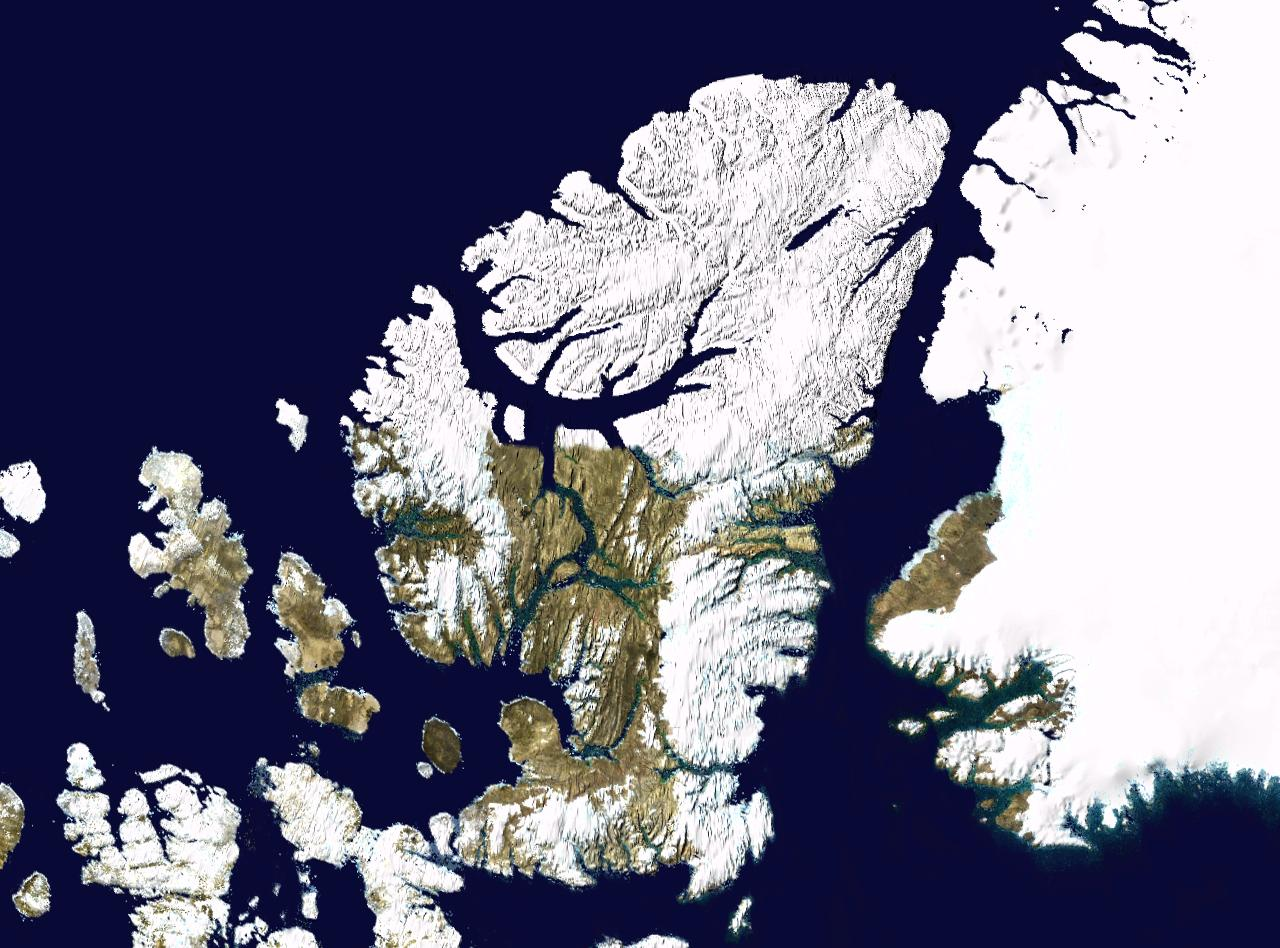
Острів Елсмір

За інформацією урядового агентства Парки Канади, яке управляє національним парком, його площа становить 37 775 км². Разом з тим, в базі даних Міжнародного союзу охорони природи (МСОП) вказана площа 38 148 км². Згідно з актом про національні парки Канади, територію парку Куттінірпаак складає частина острова Елсмір, а також частина Північного Льодовитого океану, затоки, фьорди, острови різної величини, річки та озера, які знаходяться всередині встановлених меж. Винятком є острів Ворд Хант, територію якого заплановано включити пізніше.

### Геологія
Парк знаходиться в самій північній частині інуїтського орогена (англ. Innuitian Orogen) — гірської споруди, що формувалася тривалий час з докембрію до кінця кайнозоя. Ці гори мають альпійський вік і активні в цей час. Гігантська гірська гряда, яка має назву Кордильєри Арктики, простягається по північній межі континенту від південно-західної частини острова Прінс-Патрік до північної Гренландії. Арктична Кордильєра Елсміра —- Прінс-Патріка є частиною арктичного геосинклінального поясу. Геологічна будова території парку дуже різноманітна і являє собою сукупність полігенетичних (морських, льодовикових, воднольодовикових та ін.) осадових гірських порід, що виконують пониження або плащеобразно перекривають плосковершинні вододільні частині масиву по ефузивним, метаморфічним і інтрузивним утворенням.

### Рельєф

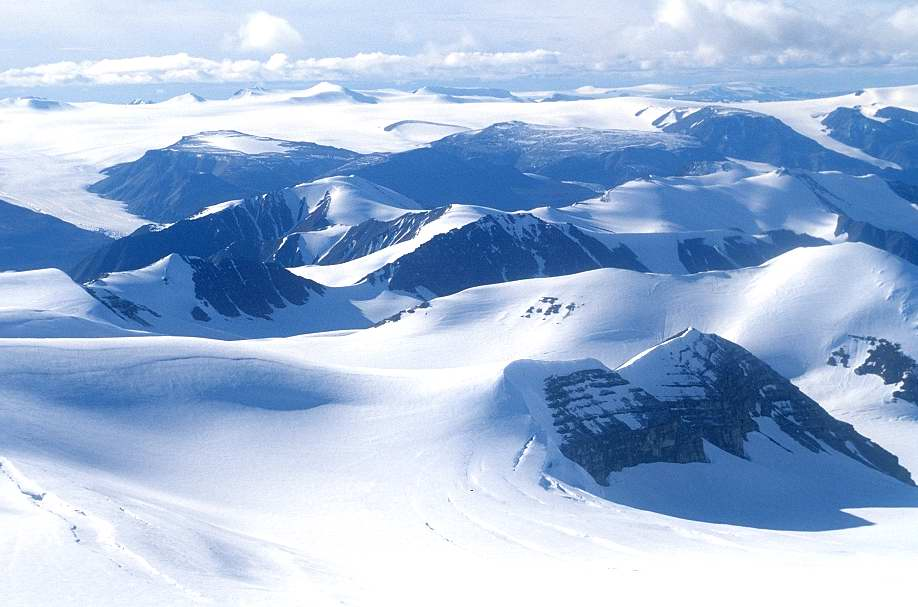
Осборн-Рейндж

Більше 65% площі парку розташовано в горах на острові Елсмір, що мають узагальнену назву Гори Землі Гранта. Ці гори, найвищі в канадській Арктиці, простягаються з північного сходу на південний захід і включають в себе хребти Осборн, Гарфілд, Юнайтед-Стейтс, Бритіш-Емпайр і гори Чалленджер. Тут, переважно на абсолютних висотах 1100 метрів і вище, розташовуються головні льодовики парку. Положення сучасної снігової лінії варіюється, залежно від експозиції схилів, навколо близьких абсолютних висот (трохи нижче). Суцільного льодовикового щита, подібного Ґренландському, на Елсмірі немає через відносно малу кількість опадів. Сучасні льодовики займають близько 36% площі парку. До цієї площі сучасного заледеніння входять також і льодовики плоских вершин і льодовикові куполи, вік яких ймовірно досягає 125 тисяч років, а також і морські покривні льодовики континентальних шельфів. Вільна від льоду прибережна смуга має сліди більш великого четвертинного заледеніння.
Висота льодовиків в наземній частині парку сягає 900 метрів. Вершини, що виступають над льодовим покривом називаються нунатаками. На території парку ряд нунатаків перевищує 2500 метрів. В горах, за 800 км від Північного полюса, розташовується виступаючий над льодовиком Мак-Клінток пік Барбо, висота якого 2616 метрів. Він є найвищою точкою території Нунавут, однією з найпівнічніших вершин у світі і найвищою позначкою Північної Америки на схід від Скелястих гір. Північніше піку Барбо розташована гора Віслер заввишки 2590 метрів (за іншими джерелами — 2500 метрів). Інших вершин, що перевищують позначку 2000 метрів, на території парку немає.

Мапа парку

Плато Хейзен площею 9250 км² розташоване в південній частині парку між протокою Нарес і фьордом Арчер. Плато опускається до 300 метрів в районі озера Хейзен і досягає абсолютної висоти близько 1300 метрів на півдні. Нині велике сучасне заледеніння на плато відсутнє, збереглися лише його залишки: льодовик Маррі (англ. Murray Ice Cap) і льодовик Сіммонс (англ. Simmons Ice Cap). На сході плато закінчується 600 метровими кліфами.

### Гідрологія
Між плато Хейзен і горами Землі Гранта на висоті близько 158 метрів над рівнем моря розташоване озеро Хейзен. Північно-західна межа озера обрамлена відрогами хребтів Гарфілд і Юнайтед-Стейтс. При площі поверхні 542 км² і глибині до 280 метрів, що нижче рівня моря, озеро є найбільшим за обсягом арктичним озером. Площа басейну становить 3500 км². Озеро Хейзен живлять танучі льодовики навколо. Частина озера залишається під льодом весь рік.
Плато Хейзен розчленоване мережею стародавніх льодовикових долин — трогів. По одному з них зараз протікає річка Рагглс, єдиний водотік, що випливає з озера Хейзен. Південно-західна частина плато належить до великого річкового басейну річки Макдоналд, що впадає у фіорд Танкуері.
Площа морської території парку (без врахування шельфових льодовиків) становить близько 2375 км². Північна частина острова Елсмір була оточена однойменним шельфовим льодовиком, площа якого на початку XX століття становила 8900 км². До 2000 року єдиний льодовик розпався на шість ізольованих вивідних льодовиків, два з яких (шельфові льодовики Ворд Хант і Маркем) були розташовані на території національного парку. Льодовики досягають 80 метрів у висоту і можуть покриватися водою під час припливів.
Після 2000 року льодовик Ворд Хант особливо інтенсивно продукував айсберги. Одне з останніх утворень айсбергів сталося влітку 2008 року, коли переважаючі південні вітри відігнали від льодовикового бар'єра пакові льоди і звільнили величезні ополонки.. У липні 2008 року два великих айсберга відділилися від шельфового льодовика Ворд Хант, а вже в серпні великі айсберги, що відкололися від льодовика Сірсон західніше парку, стали причиною руйнування льодовика Маркем. Разом з цією подією національний парк втратив одну зі своїх унікальних екосистем — епішельфове озеро, або льодовиково-подпрудне озеро]]. Епішельфові озера утворюються з прісної води у фіордах, повністю заблокованих льодовиками. Нижча щільність прісної води дозволяє їй знаходиться над солоною, а льодовик консервує дзеркало озера від вітру і перешкоджає перемішуванню води. Глибини прісної частини таких озер дорівнюють потужності льодовикових гребель.
|           |                                   |                |
| Пік Барбо | Льодовик і річка Хенрієтта-Несміт | Фіорд Танкуері |

## Клімат
Територія парку являє собою арктичну пустелю. Холодні зими показують температури, рекордні для Канади, полярна ніч триває з листопада по лютий. Літо зазвичай тепле, особливо в районі озера Хейзен, полярний день триває з травня по серпень. Погодні умови в парку розподілені нерівномірно: холодніше узбережжя одержує більшу кількість опадів у порівнянні з внутрішньою частиною острова. Вітри на території парку переважно слабкі, виняток становлять льодові шапки. Зміни погоди можуть бути дуже швидкими. Сніг можливий у будь-який час року, видимість іноді пропадає на кілька днів.
Нижче подана кліматична таблиця в Алерті. Алерт є самим північним постійним населеним пунктом світу і розташований на острові Елсмір в декількох кілометрах від парку.
| Клімат Алерта | Клімат Алерта | Клімат Алерта | Клімат Алерта | Клімат Алерта | Клімат Алерта | Клімат Алерта | Клімат Алерта | Клімат Алерта | Клімат Алерта | Клімат Алерта | Клімат Алерта | Клімат Алерта | Клімат Алерта |
| Показник | Січ.          | Лют.          | Бер.          | Квіт.         | Трав.         | Черв.         | Лип.          | Серп.         | Вер.          | Жовт.         | Лист.         | Груд.         | Рік           |
| Абсолютний максимум, °C | 0,0           | 1,1           | −2,2          | −0,2          | 7,8           | 18,2          | 20,0          | 19,5          | 11,2          | 4,4           | 0,6           | 3,2           | 20,0          |
| Середній максимум, °C | −28,8         | −29,8         | −28,7         | −20,5         | −8,7          | 1,6           | 5,9           | 3,3           | −6            | −15,8         | −22,8         | −26,4         | −14,7         |
| Середня температура, °C | −32,4         | −33,4         | −32,4         | −24,4         | −11,8         | −0,8          | 3,3           | 0,8           | −9,2          | −19,4         | −26,4         | −30,1         | −18           |
| Середній мінімум, °C | −35,9         | −37           | −36,1         | −28,2         | −14,9         | −3,2          | 0,7           | −1,8          | −12,2         | −22,8         | −30           | −33,7         | −21,3         |
| Абсолютний мінімум, °C | −48,9         | −50           | −49,4         | −45,6         | −29           | −13,9         | −6,3          | −15           | −28,2         | −39,4         | −43,5         | −46,1         | −50           |
| Норма опадів, мм | 6.8           | 6.3           | 7.0           | 10.3          | 11.0          | 11.1          | 27.8          | 21.2          | 23.4          | 12.3          | 9.7           | 6.8           | 153.8         |
| --- | ------------- | ------------- | ------------- | ------------- | ------------- | ------------- | ------------- | ------------- | ------------- | ------------- | ------------- | ------------- | ------------- |
| Джерело: Canadian Climate Normals 1971—2000: Alert (англ.). Міністерство навколишнього середовища Канади. Архів оригіналу за 4 липня 2013. Процитовано 5 квітня 2010. |               |               |               |               |               |               |               |               |               |               |               |               |               |

На думку вчених, глобальне потепління суттєво вплине на кліматичні умови в парку. Фахівці стверджують, що в північній частині острова Елсмір можливі найбільші зміни клімату в Канаді. За різними оцінками до кінця XXI століття температура поверхні підніметься на 3-5 °C, а зміна температури океану можливо до 7°C.

## Історія

### Територія до появи європейців
Передбачається, що близько 6000 років тому території парку досягли палеоескімоси. Вони полювали на карібу і вівцебиків, проте їх було небагато і вони прожили на території 300–400 років. Друга хвиля палеоескімосів досягла острова близько 3000 років тому, а третя хвиля, що представляє культуру дорсет, близько 1000 років тому. Третя хвиля палеоескімосів була витіснена людьми туле, які є предками інуїтів. Туле полювали на китів та інших морських ссавців, однак і вони пішли з острова під час похолодання, яке сталося в 1600–1850 роках.
У 2004 році на річці Рагглс біля озера Хейзен співробітники парку разом зі студентами-інуїтами виявили залишки двох помешкань туле, які носять назву Канмакі (англ. qammaq), та інші археологічні артефакти. Всього на території парку виявлено близько 200 археологічних знахідок, що відносяться до всіх перерахованих історичних культур, більше 40 з них знаходиться в околицях озера Хейзен.

### Європейські експедиції і перша база

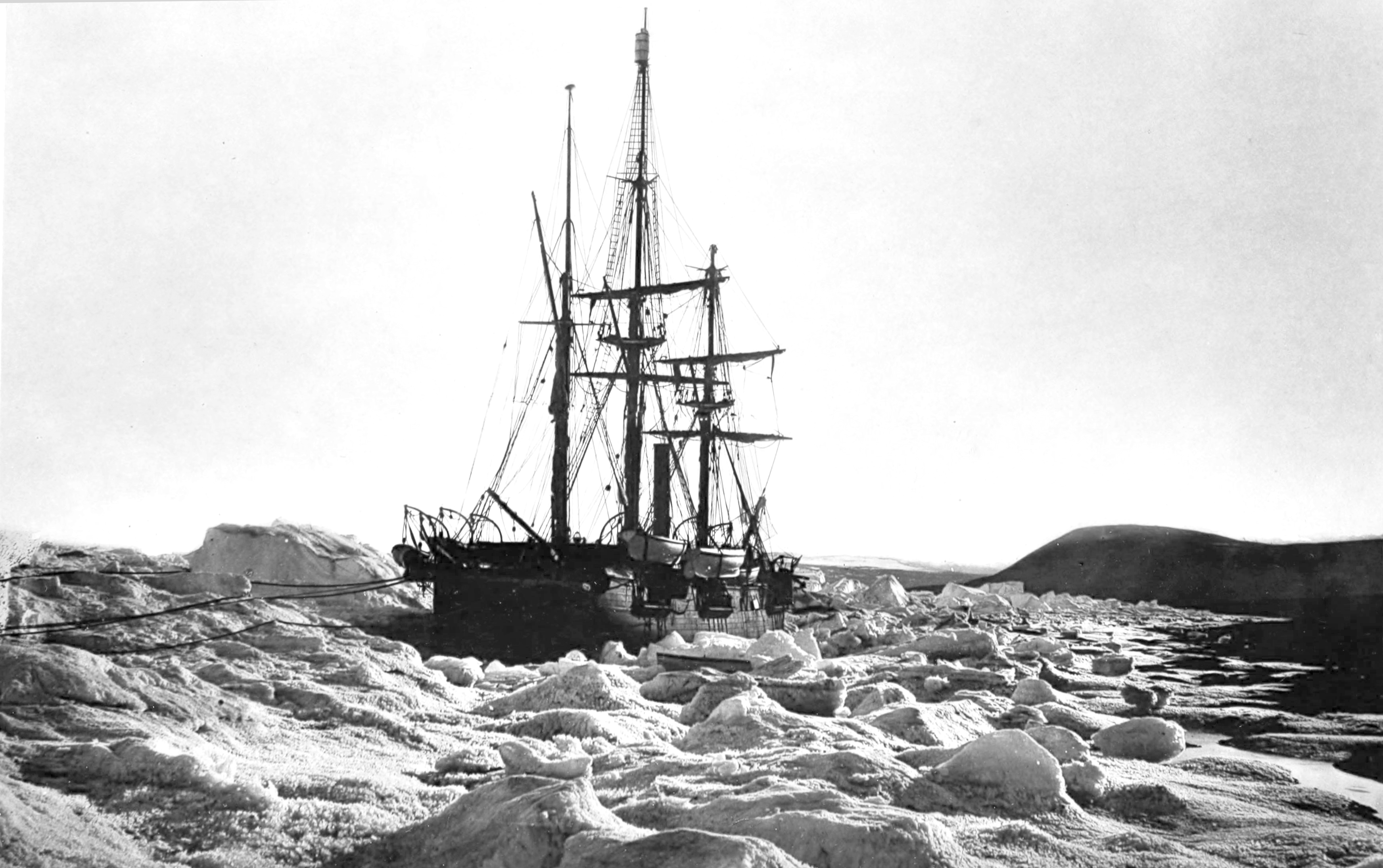
HMS Alert під час зимівлі 1876 року

Європейці висадилися на території парку в 1875 році, коли біля північних берегів острова Елсмір зимував один з двох кораблів Британської Арктичної експедиції під керівництвом Джорджа Нерса. Корабель HMS Discovery стояв в затоці Леді-Франклін. Другий корабель експедиції, HMS Alert, провів зиму в арктичних водах на північ на 160 км. Навесні 1876 року учасники експедиції зробили декілька санних рейдів вглиб острова, проте цинга змусила їх повернутися до Англії в тому ж році.
Наступна експедиція на острів, яка відбулася в 1881 році, також включала стоянку в затоці Леді-Франклін. Експедиція армії США (в інших джерелах експедиція названа міжнародною) під керівництвом лейтенанта Адольфа Грилі ставила своїм завданням заснування полярної наукової станції, яка отримала назву Форт-Конгер, і роботу за програмою міжнародного полярного року. За два роки, з серпня 1881 по серпень 1883, було проведено близько 500 спостережень, проведені дослідження території острова. Під час санних походів було відкрито озеро Хейзен і фьорд Грилі, спостереження стосувалися стану погоди, припливів, збору різних зразків порід, флори і фауни. Разом з тим, експедиція була змушена залишити острів, не отримавши запасу прожитку в 1882 і 1883 роках. Тільки 7 з 26 осіб, включаючи керівника групи, вижили після того як залишки експедиції застрягли на острові Пім біля східного узбережжя Елсміра. Вони були знайдені китобійним судном Thetis в 1884 році.
Покинута база Форт-Конгер була модернізована в 1899 році, коли її вирішив використовувати як стоянки американський дослідник  Роберт Пірі. Він скористався послугами провідників з північно-західної Гренландії, вивчив місцеві традиції, їжу та одяг, що дозволило йому пристосуватися до суворого клімату. Роберт Пірі здійснив три експедиції до Північного полюса, використовуючи Форт-Конгер як перевалочну базу. Після нього тут зупинялися багато інших експедиції, в тому числі міжнародні. З 1991 року побудови форту перебувають під охороною держави.
Дослідження території під патронажем канадського уряду почалося в 1920-х роках, коли острів стали патрулювати загони Північно-Західної кінної поліції. У цей час на острові було засновано три пости. Патрулювання здійснювалося за підтримки інуїтських провідників з Гренландії та включало в себе територію майбутнього парку.

### Науково-дослідні табори

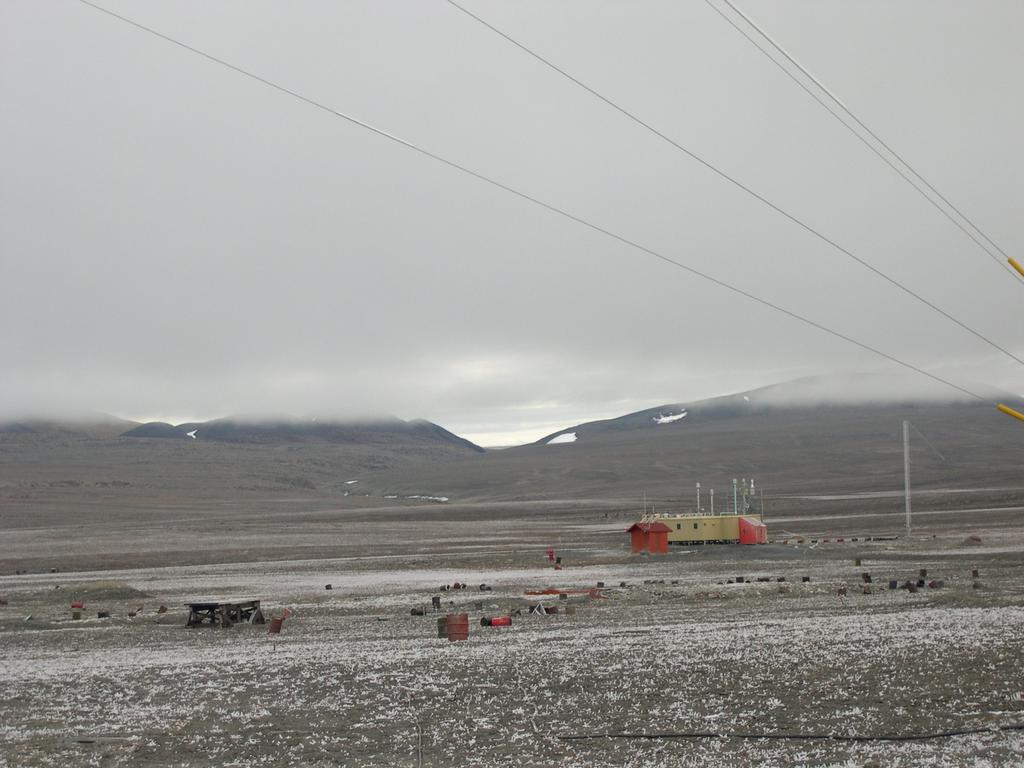
Метеостанція Алерт

У середині XX століття на острові Елсмір, в тому числі на території парку, був заснований ряд науково-дослідних станцій і військових баз. Провідну роль у будівництві грало Міністерство національної безпеки Канади і його підрозділ, Комісія з оборонних досліджень (англ. Defense Research Board). Метеостанція Алерт, заснована в 1950 році, працює досі, ряд інших таборів і станцій припинив роботу.
Пост Хейзен-Лейк (англ. Lake Hazen DRB Camp) був оснований на північно-західному березі озера в 1957–1958 роках в рамках міжнародного геофізичного року за підтримки Міжнародної ради науки та 67 держав. Табір займався гляціологічними дослідженнями і здійснював найбільші проєкти канадської Арктики. Оригінальні споруди існують дотепер і служать оглядового базою парку.
Табір Ворд Гант (англ. Ward Hunt Island DRB Camp) був заснований в 1959 році спільними силами лабораторії досліджень суші (англ. Terrestrial Sciences Laboratory) Повітряних сил США, Арктичним інститутом Північної Америки і комісії з оборонних досліджень в розпал холодної війни і призначався для розробки логістичних можливостей арктичного шельфу в регіоні. У табір, розташований у північній частині острова, було доставлено 50 тонн вантажу. Всього було побудовано чотири бараки і встановлено декілька наметів, кількість мешканців табору досягала 30 осіб. Початкові дослідження були пов'язані з визначенням можливості приймати літаки на шельф, пізніше проводилися наукові дослідження руху шельфу, а також кліматичної історії регіону.
Пост Фіорд-Танквері (англ. Tanquary Fiord DRB Camp) був заснований в 1962 році для координації дослідницьких програм в північній частині острова. Програми проводилися в галузі дослідження морського льоду, а також метеорології, океанографії, гляціології, біології та археології. Дослідження регіону на базі Фіорд-Танквері проводилися до 1990-х років. Тепер[коли?] табір використовується як одна з баз парку.

## Флора і фауна

### Рослинний світ
Суворі кліматичні умови регіону мають істотний вплив на рослинний світ парку. Вічна мерзлота влітку тане на глибину від 10 см до 1 м, що не дозволяє рослинам розвинути глибоку кореневу систему. Низькі зимові та літні температури уповільнюють метаболізм рослин і активність комах-запилювачів. Ґрунти дуже убогі, оскільки в холодному ґрунті майже не відбувається гниття. Крім того, на різноманітність рослинного світу впливає низький рівень опадів і сильні вітри.
Разом з тим, рослини пристосовуються до подібних умов найрізноманітнішими способами. Арктичні рослини переважно невисокі. Завдяки пігменту антоціану більшість рослин поглинає сонячну енергію і збільшує свою температуру майже на 20 °С, через що фотосинтез відбувається при нижчих температурах навколишнього середовища. Деякі види виростають в своєрідних розетках, мають власне стебло або покриті пухом насіння. Здебільшого рослини використовують вегетативне розмноження за допомогою стебел і кореневої системи, ті ж рослини, які запліднюються комахами, прагнуть розмістити чоловічі і жіночі квіти в безпосередній близькості один від одного. Перенесення насіння птахами і тваринами практично не відбувається. Крім того, використовуються спеціальні прийоми відтворення. Рослини можуть чекати відповідних для розмноження умов більше одного року.
Тільки 2% території парку покриті рослинністю. На низьких ділянках парку, в районах фьорда Танкуері, озера Хейзен і берегів затоки Леді-Франклін можна зустріти рослинність, характерну для кочкарної тундри. У парку зустрічається 154 види судинних рослин, 44 види лишайників, 193 види мохоподібних. Найпоширеніші мак полярний лат. Papaver radicatum і ломикамінь супротивнолистний лат. Saxifraga oppositifolia, які зустрічаються практично на всій вільній від снігу території парку. Найвищою рослиною є верба арктична лат. Salix arctica, найважливіше джерело їжі для травоїдних.
|                |                             |              |
| Верба арктична | Ломикамінь супротивнолистий | Мак полярний |

### Тваринний світ
Тваринний світ парку представлений наземними і морськими ссавцями. Список тварин включає карібу пірі (Rangifer tarandis pearyi), мельвільского острівного вовка (Canis lupus arctos), вівцебика (Ovibos moschatus), полярного зайця (Lepus arcticus), гренландського лемінга (Dicrostonyx greenlandicus), нарвала (Monodon monoceros), полярного ведмедя (Ursus maritimus), моржа (Odobenus rosmarus), кільчасту нерпу (Phoca hispida), морського зайця (Erignathus barbatus) та інших.
Міграції карібу на території парку слабо вивчені. Основні дослідження проводилися тільки в 1961 році та показали кількість особин близько 200. Вчені припускають, що відтоді кількість оленів збільшилася. Карібу входять до Червоної книги Канади. Здебільшого вони зустрічаються в прибережних територіях, харчуються мохом, лишайниками і арктичною вербою. Часто в тих же місцях зустрічаються і вівцебики групами від 2 до 24 особин (в зимовий час кількість особин у групі може досягати 60). Щороку наприкінці квітня або початку травня у вівцебиків народжуються дитинчата. Вовки поширені на всій території парку, проте вони виводять дитинчат тільки в одній частині парку, яка, з метою збереження виду, закрита для туристів. Вовки полюють на північних оленів і полярних зайців. Останні часто зустрічаються великими групами до тисячі особин і харчуються переважно арктичної вербою. Попри те, що наявність великої кількості льодів дозволяє полярним ведмедям полювати цілий рік у морі, їх можна зустріти і на острові. Ведмеді можуть заходити всередину острова на 40 км. Морські мешканці представлені нарвалами, яких можна спостерігати в затоці Леді-Франклін в східній частині острова, моржами, які зазвичай мешкають південніше парку, а також кільчастими нерпами та морськими зайцями, яких можна зустріти на узбережжі в будь-який час року.
Птахи переважно представлені водоплавними і морськими видами. З 34 видів птахів, що мешкають на території парку, тільки 21 вид будує тут гнізда. Єдиними хижаками є кречети (Falco rusticolus) і біла сова (Nyctea scandiaca), а також рідкісний орлан-білохвіст (Haliaeetus albizilla). Багато птахів здійснюють дуже тривалі міграції, зокрема, довгохвостий поморник (Stercorarius longicaudus) прилітає з Африки, а полярний крячок — з Антарктики. Тільки один птах залишається в парку на всю зиму — полярна куріпка (Lagopus mutus).
Єдиним видом риб, що мешкають в озерах на території парку, є арктичний голець. Зазвичай голець може випливати в прибережні океанічні води для прожитку, але існування анадромних особин на території парку не показано. Риби, що живуть суто в озері, харчуються фітопланктоном і зоопланктоном. Оскільки голець є єдиною рибою в озерах, а придонних рослин в них теж немає, то, ймовірно, великі риби харчуються собі подібними. Гольці метають ікру з середини серпня по середину жовтня на самому дні озер, мальки з'являються через 180 днів.. В озері Хейзен мешкає його найпівнічніша популяція.
|                |                 |        |
| Полярний заєць | Полярний крячок | Песець |

## Управління парком
В 1978 році уряд Канади виступив з ініціативою про створення шести північних парків (англ. Six North of Sixty), один з яких повинен був знаходитися в північній частині острова Елсмір. Національна паркова резервація Елсмір-Айленд була заснована 16 вересня 1988 року. Тоді ж був сформован попередній план управління парком.
У 1993 році було підписано угоду про розподіл землі в Нунавут, що стала одним з двох документів, які дали основу формування нової канадської території в 1999 році. На базі цієї угоди 12 серпня 1999 року було підписано додаткову угоду (англ. Inuit Impact and Benefit Agreement), яка містила опис трьох парків території: Ауюйтук, Куттінірпаак і національний парк Сірмілік. За цією угодою управління парком Куттінірпаак здійснювалося відповідно до попереднього плану 1994 року. Парки були створені після набрання чинності 19 лютого 2001 року акта про національні парки Канади. Зазвичай управління федеральними парками Канади здійснюється згідно п'ятирічним планам, однак у випадку з парком Куттінірпаак, було ухвалено рішення про створення 15-річного плану. В 2002 та 2004 роках проводилися попередні консультації, проте тільки в грудні 2009 року план управління парком був представлений в уряді Канади в Оттаві.
Управління парком здійснюється спільним комітетом, функціями якого крім власне управління, є надання інформації про стан парку різним зацікавленим федеральним і територіальним організаціям, а також вивчення планів агентства Парки Канади до їх підписання. Спільний комітет складається з шести осіб (по три людини від уряду Канади та від асоціації інуїтів) і проводить засідання не рідше двох разів на рік.

## Охорона території

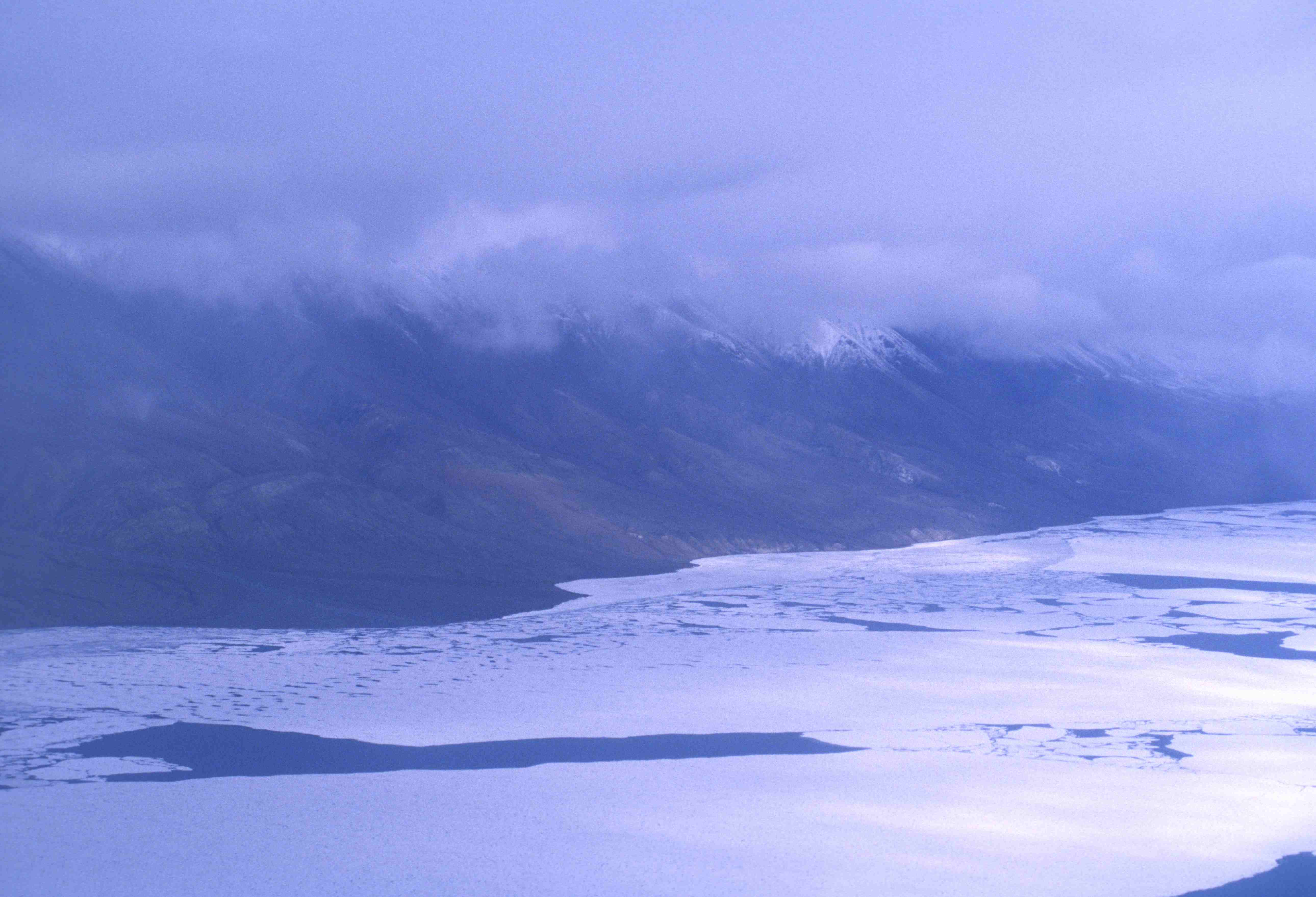
Озеро Хейзен

Будучи частиною національної системи парків Канади, Куттінірпаак покликаний охороняти один з 39 природних регіонів країни — регіон східної Арктики (англ. Eastern High Arctic Natural Region), або природний регіон 39. Згідно концепції зонування, парк поділений на зони трьох типів:
- Зона I передбачає особливий захист природних і культурних об'єктів, що знаходяться під загрозою знищення. Використання моторизованих транспортних засобів можливе тільки за спеціальним дозволом. До першої зони належить Форт-Конгер, басейн озера Хейзен, озеро Льюїс і озеро Кеттл, що становить 9,75% площі парку.
- Зона II представляє природу в природному стані з мінімальним рівнем сервісу для туристів. Використання моторизованих транспортних засобів туристами заборонено. Друга зона складає 90% площі парку.
- Зона III є зоною відпочинку відвідувачів парку з обмеженим використанням транспорту та інших сервісів. Ця зона включає в себе ряд таборів і станцій на території парку.

Міжнародний союз охорони природи відносить національні парки до II категорії. Це означає, що Куттінірпаак покликаний охороняти велику екосистему регіону, її характеристики, види та екологічні процеси. Крім того, передбачається наукова та освітня діяльність, а також можливість відпочинку на території парку.

## Наукові дослідження
В даний час парк активно співпрацює з різними канадськими та міжнародними навчальними закладами та дослідницькими проєктами. На території парку і всієї північної частини острова Елсмір проводиться ряд наукових досліджень в області гляціології, екології, ведуться археологічні дослідження.
В рамках міжнародного полярного року в 2007–2008 роках був створений проєкт, що займається дослідженням шельфових льодовиків (англ. Northern Ellesmere Ice Shelves Ecosystems and Climate Impacts). Проєкт був створений за підтримки Міністерства навколишнього середовища та Міністерства національної безпеки Канади, канадських рейнджерів, а також ряду провідних університетів Канади. Метою проєкту є дослідження поточного стану шельфових льодовиків, визначення товщини льоду і його внутрішньої структури, побудова профілів солоності води у фіордах і затоках острова, установку автоматичної метеостанції близько шельфового льодовика Сірсон, а також взяття проб води для дослідження мікроорганізмів в останніх епішельфових озерах. Науково-дослідна група проєкту включає польових дослідників Дерека Мюллера (Університет Трента), Люка Копланда (Оттавський університет), Ендрю Гамільтона (Університет Лаваль).
Археологічні розкопки на острові почали проводиться ще до створення парку. У 1970-х роках, артефакти, знайдені в районі Форт-Конгер, збиралися в Північному музейному центрі принца Уельського (англ. Prince of Wales Northern Heritage Centre) в Єллоунайфі, в 1980-х — в канадському музеї цивілізації в Гатіно, а після 2000 — в Сервісному центрі Західної Канади в Вінніпезі. Після створення парку була висловлена зацікавленість у поверненні ряду об'єктів. Тепер[коли?] задокументовано близько 300 археологічних об'єктів, велика частина яких знаходиться на території парку.
База Ворд-Хант-Айленд в північній частині парку є відправною точкою експедицій на Північний полюс, які зазвичай починаються в березні-квітні.

## Туризм

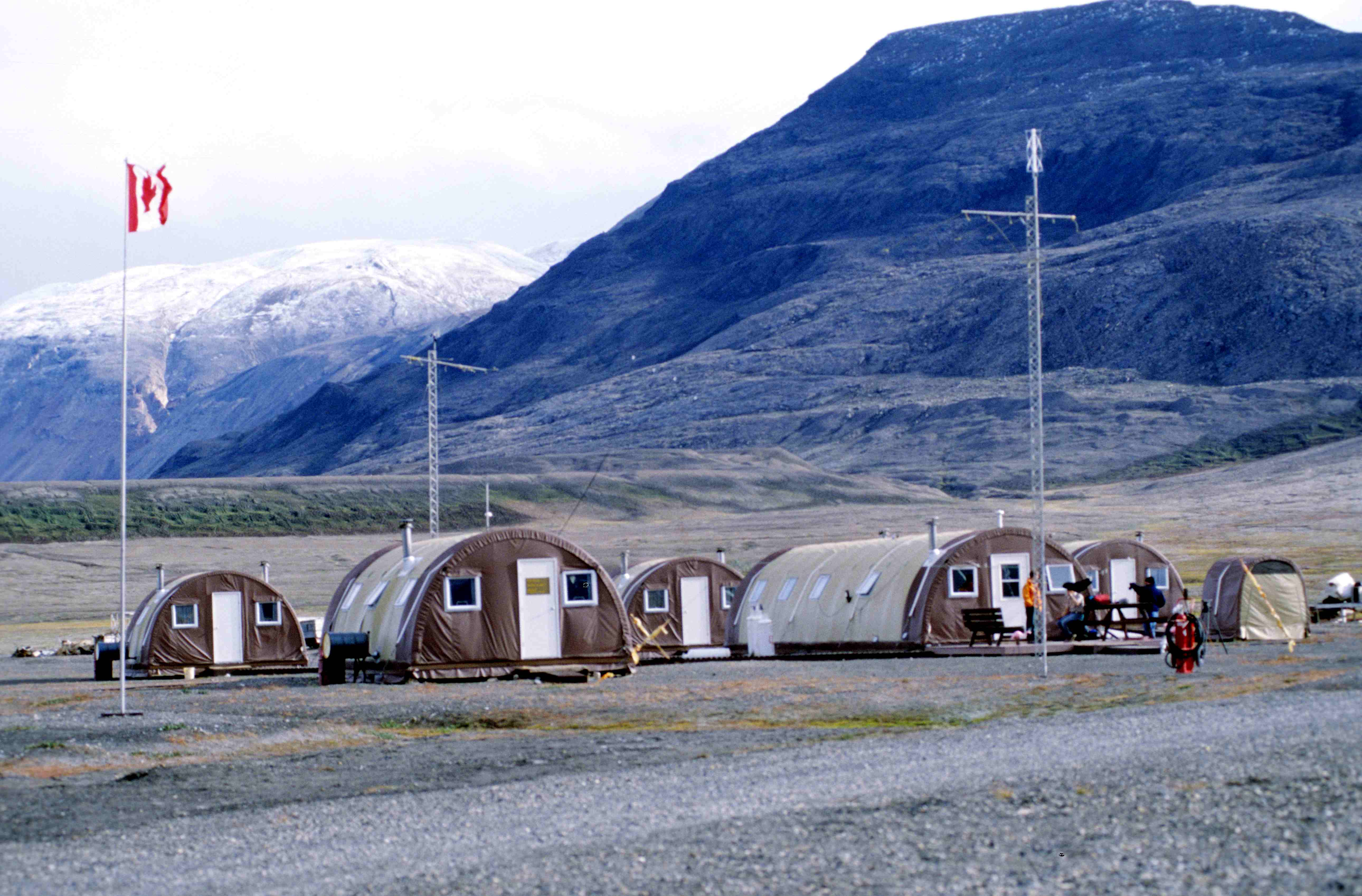
Польовий табір у фіорді Танкуері

Парк відкритий для відвідування, однак кількість туристів вкрай мала. Щорічно парк відвідують від 50 до 200 чоловік. 2004 року говорилося про 135 туристів.
Існує кілька способів дістатися до парку. Чартерне авіасполучення між парком і населеним пунктом Резольют здійснюється авіакомпанією Kenn Borek Air, проте вартість квитків в обидві сторони досягає 3000 канадських доларів при повному завантаженні літака (Один рейс коштує 15 000 доларів і вміщує близько 10 пасажирів). Основний транспортний маршрут проходить через затоку Резольют, після якої туристи, як і службовці парку, вирушають до польового табору та операційного центру, розташованого в районі фьорда Танкуері. Крім того, існують авіарейси в Гріс-Фіорд, найпівнічніший населений пункт Канади чисельністю понад 100 осіб, який розташований на півдні острова Елсмір за 360 км на північний схід від Резольют. Останнім часом для посилення арктичного туризму працюють круїзні суда — криголами. Деякі криголами здійснюють стоянку в національному парку. При цьому вони не завжди зупиняються в Резольют або Гріс-Фіорді.
Разом з тим, туристичні маршрути в парку не обладнані. Туристам пропонується використовувати топографічні карти для проходження маршрутами. Популярними місяцями для пішого туризму є липень і серпень. Основним протяжним маршрутом є траса між базами парку Танкуері-Фіорд і Лейк-Хейзен. Маршрут включає в себе перетин цілого ряду гірських потоків, долин і льодовиків і займає від 8 до 10 днів. Любителям лижного туризму пропонується піклуватися про себе самостійно, оскільки технічний інвентар для порятунку відсутня не тільки на території парку, а й в усьому Нунавуті. Нечисленні відвідувачі парку воліють кататися на лижах весною.
У 2004 році на території парку була заборонена спортивна рибна ловля, 44 людини отримали відмову на видачу відповідної ліцензії. Активний вилов риби почався наприкінці XIX століття для підтримки арктичних експедицій. Сучасне рибальство було зосереджено біля озера Хейзен. Вчені вивчають вплив, який цей вид спорту робить на екосистему парку. Заборона не торкнулася корінних жителів.